# Баркер, Джейсон
Джейсон Баркер (англ. Jason Barker; род. 1971, Лондон) — британский философ и литератор. Специалист по континентальной (и в особенности французской) философии, марксист. Доктор философии (2003), профессор философии южнокорейского университета Кёнхи. Автор Marx Returns. 
Окончил Суррейский институт дизайна и искусств (1995) со степенью по медиа-штудиям.
В 2003 году получил степень доктора философии в Кардиффском университете, где учился философии под руководством профессора Кристофера Норриса.
С 2002 года преподавал медиа-штудии в Мидлсекском университете. С 2005 года преподавал в Версале.
Ныне профессор медиафилософии в European Graduate School (Швейцария).
Баркер называет себя полным решимости противостоять клише о том, что коммунизм является прекрасной, но нереализуемой на практике идеей.
Перевёл на английский язык «Метаполитику» Алена Бадью.
Автор книги «Alain Badiou: A Critical Introduction» (2002).
В настоящее время работает над монографией «Rebel Without a Cause».
Автор сценария, режиссёр и сопродюсер немецкого документального фильма «Маркс Перезагрузка» (2011).
Книги
- Alain Badiou: A Critical Introduction. Pluto Press, 2002. ISBN 9780745318004

Переводы
- Metapolitics, by Alain Badiou. Verso, 2005. ISBN 184467035X